# Ябта-Тутысейяха
Ябта-Тутысейяха (устар. Япта-Тутысей-Яха) — река в России, протекает в Ямало-Ненецком автономном округе. Устье реки находится в 34 км по левому берегу реки Нгарка-Тутысымаяха. Длина реки — 24 км.

## Данные водного реестра
По данным государственного водного реестра России относится к Нижнеобскому бассейновому округу, водохозяйственный участок реки — Пур. Речной бассейн реки — Пур.